# Джонатан Кафу
Джо̀натан Кафу̀, роден като Джонатан Ренато Барбоса (собственото име на английски, другите две на португалски: Jonathan Renato Barbosa, Cafú) е бразилски футболист, десен полузащитник. Роден е на 10 юли 1991 г. в, Бразилия. Играе за Ботафого ФК.

## Кариера
Кафу е юноша на Рио Кларо. Той прави дебюта си при мъжете с екипа на Деспортиво Бразил през 2009 г. През 2011 г. става част от отбора на Боавища, но изиграва само един мач. След това се присъединява към 15 де Пирасикаба, където обаче е слабо използван и изиграва едва 21 мача за 2 години. През 2014 г., въпреки оферти от италиански и японски отбори, Кафу подписва договор с втородивизионния Понте Прета, където отбелязва 6 гола и помага на отбора да запише промоция за бразилския елит. През януари 2015 година е закупен от Сао Пауло за 3 милиона бразилски реала. На 27 юли 2015 г. е закупен от Лудогорец Разград за 2,2 милиона евро .

### „Лудогорец“
Дебютира за „Лудогорец“ на 12 август 2015 г. във финала за Суперкупата на България срещу Черно море като влиза като резерва в 60-а минута . Дебютира за „Лудогорец“ в мач от А ПФГ на 12 септември 2015 г. в срещата Берое – Лудогорец 0 – 0 като влиза като резерва в 36-та минута . Дебютира в Б ПФГ на 8 август 2015 г. в срещата Лудогорец II-Верея 1 – 1 . Отбелязва първият си гол в Б ПФГ на 30 август 2015 г. в срещата Лудогорец II-Литекс II 2 – 1 . Отбелязва първият си гол за „Лудогорец“ в А ПФГ на 26 септември 2015 г. в срещата „Лудогорец“-„Литекс“ 1 – 1 . Отбелязва първият си гол за „Лудогорец“ в Шампионската лига на 26 юли 2016 г. в срещата „Лудогорец“-„Цървена звезда“ 2 – 2 .

### Бордо
На 9 август преминава в Бордо срещу €7.5 млн.

## Успехи

### „Лудогорец"
- Шампион на A ПФГ: 2015/16, 2016/17